# اخبار الادب
اخبار الادب (عربی: أخبار الأدب) روزنامه‌ای است که از سال ۱۹۹۳ توسط «خانه اخبار امروز» در قاهره به صورت نوبه‌ای منتشر می‌شود؛ این روزنامه یک روزنامه فرهنگی است که هفتگی منتشر می‌شود.
این روزنامه در برگیرنده اخبار محافل ادبی و هنری می‌باشد؛ که در برگیرنده مطالب علمی عصر حاضر می‌باشد که شامل فعالیتهای فرهنگی و کیس‌های فکری متداول است.
این روزنامه به اسامی معروف ادبی در دنیای عرب مثل «سعدی یوسف، و محمد عفیفی مطر، و خیری شلبی، و محمد البساطی، و أحمد عبدالمعطی حجازی، و عبد العزیز المقالح، و محمد إبراهیم أبو سنة، و السماح عبدالله و فاروق شوشة، و بهاء طاهر» می‌پردازد.
این روزنامه اوایل در روزهای چهارشنبه منتشر می‌شد و در حال حاضر روزهای یکشنبه منتشر می‌شود.

## هیئت تحریریه
- رئیس تحریر: طارق الطاهر
- نائب رئیس تحریر: یاسر عبد الحافظ
- رئیس شورای اداری: یاسر رزق
- مدیر تحریر: محمد شعیر و إسلام الشیخ[۲][۳]

## دست‌اندرکاران
- رئیس تحریر: جمال الغیطانی (۱۹۹۳–۲۰۱۱)، ماجد عفیفی
- رئیس شورای اداری: إبراهیم سعدة، محمد عهدی فضلی، محمد برکات «ژوئیه ۲۰۰۵-»
- مدیر تحریر: طارق الطاهر
- نائب رئیس تحریر: محمد شعیر[۴]

## نویسندگان و روزنامه‌نگاران
- حسن عبد الموجود
- منصورة عز الدین
- أحمد ناجی
- أسامة فاروق
- نائل الطوخی
- می‌رفت عمارة
- منی نور[۵][۶]